# Bahnstrecke Vöcklabruck–Kammer-Schörfling
| |                      |                                              |                                              |
| Streckennummer: | 260 01               |                                              |                                              |
| Kursbuchstrecke (ÖBB): | 172                  |                                              |                                              |
| Streckenlänge: | 8,196 km             |                                              |                                              |
| Spurweite: | 1435 mm (Normalspur) |                                              |                                              |
| Streckenklasse: | D4                   |                                              |                                              |
| Stromsystem: | 15 kV 16,7 Hz ~      |                                              |                                              |
| Maximale Neigung: | 22 ‰                 |                                              |                                              |
| Minimaler Radius: | 142 m                |                                              |                                              |
| Streckengeschwindigkeit: | 60 km/h              |                                              |                                              |
| |                      |                                              |                                              |
| \| \| \| von Wien \| \| \| \| 247,966 \| Vöcklabruck \| 435 m ü. A. \| \| \| 250,233 2,267 \| Abzw Vöcklabruck 1 \| Abzw Vöcklabruck 1 \| \| \| \| nach Salzburg \| \| \| \| 3,411 \| Oberthalheim-Timelkam \| Oberthalheim-Timelkam \| \| \| 4,600 \| Pichlwang (18.01.1944 aufgelassen) \| Pichlwang (18.01.1944 aufgelassen) \| \| \| 5,814 \| Lenzing (AG) \| Lenzing (AG) \| \| \| \| Anschlussbahn (Awanst) Lenzing AG \| \| \| \| 7,301 \| Lenzing Ort \| Lenzing Ort \| \| \| 8,694 \| Siebenmühlen-Rosenau \| Siebenmühlen-Rosenau \| \| \| 9,677 \| Anschlussbahn (Awanst) Holzindustrie Lenzing \| Anschlussbahn (Awanst) Holzindustrie Lenzing \| \| \| \| Ager \| \| \| \| \| \| \| \| \| 10,408 \| Kammer-Schörfling seit 28. Jun. 2014 \| Kammer-Schörfling seit 28. Jun. 2014 \| \| \| 10,918 \| Kammer-Schörfling bis 21. Apr. 2014 \| Kammer-Schörfling bis 21. Apr. 2014 \| |                      |                                              |                                              |
| Strecke |                      | von Wien                                     | von Wien                                     |
| Bahnhof | 247,966              | Vöcklabruck                                  | 435 m ü. A.                                  |
| Blockstelle | 250,233 2,267        | Abzw Vöcklabruck 1                           | Abzw Vöcklabruck 1                           |
| Abzweig geradeaus und nach rechts |                      | nach Salzburg                                | nach Salzburg                                |
| Haltepunkt / Haltestelle | 3,411                | Oberthalheim-Timelkam                        | Oberthalheim-Timelkam                        |
| ehemaliger Haltepunkt / Haltestelle | 4,600                | Pichlwang (18.01.1944 aufgelassen)           | Pichlwang (18.01.1944 aufgelassen)           |
| Bahnhof | 5,814                | Lenzing (AG)                                 | Lenzing (AG)                                 |
| Abzweig geradeaus und nach links |                      | Anschlussbahn (Awanst) Lenzing AG            | Anschlussbahn (Awanst) Lenzing AG            |
| Haltepunkt / Haltestelle | 7,301                | Lenzing Ort                                  | Lenzing Ort                                  |
| Haltepunkt / Haltestelle | 8,694                | Siebenmühlen-Rosenau                         | Siebenmühlen-Rosenau                         |
| Abzweig geradeaus und ehemals von links | 9,677                | Anschlussbahn (Awanst) Holzindustrie Lenzing | Anschlussbahn (Awanst) Holzindustrie Lenzing |
| Brücke über Wasserlauf |                      | Ager                                         | Ager                                         |
| Verschwenkung von links · Verschwenkung von rechts (Strecke außer Betrieb) |                      |                                              |                                              |
| Haltepunkt / Haltestelle Streckenende · Strecke (außer Betrieb) | 10,408               | Kammer-Schörfling seit 28. Jun. 2014         | Kammer-Schörfling seit 28. Jun. 2014         |
| Kopfbahnhof Streckenende (Strecke außer Betrieb) | 10,918               | Kammer-Schörfling bis 21. Apr. 2014          | Kammer-Schörfling bis 21. Apr. 2014          |

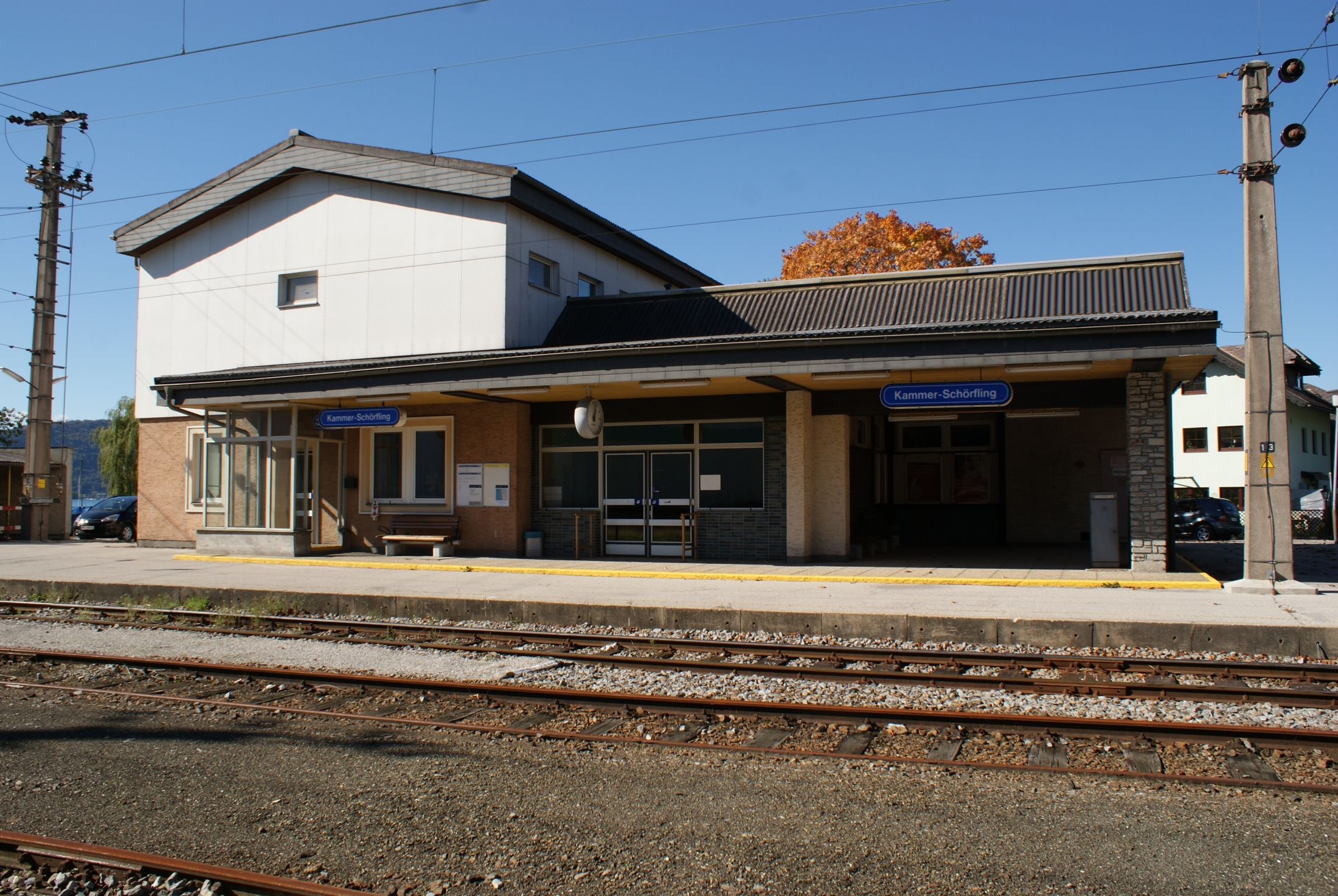
Der alte Bahnhof Kammer-Schörfling (2013)

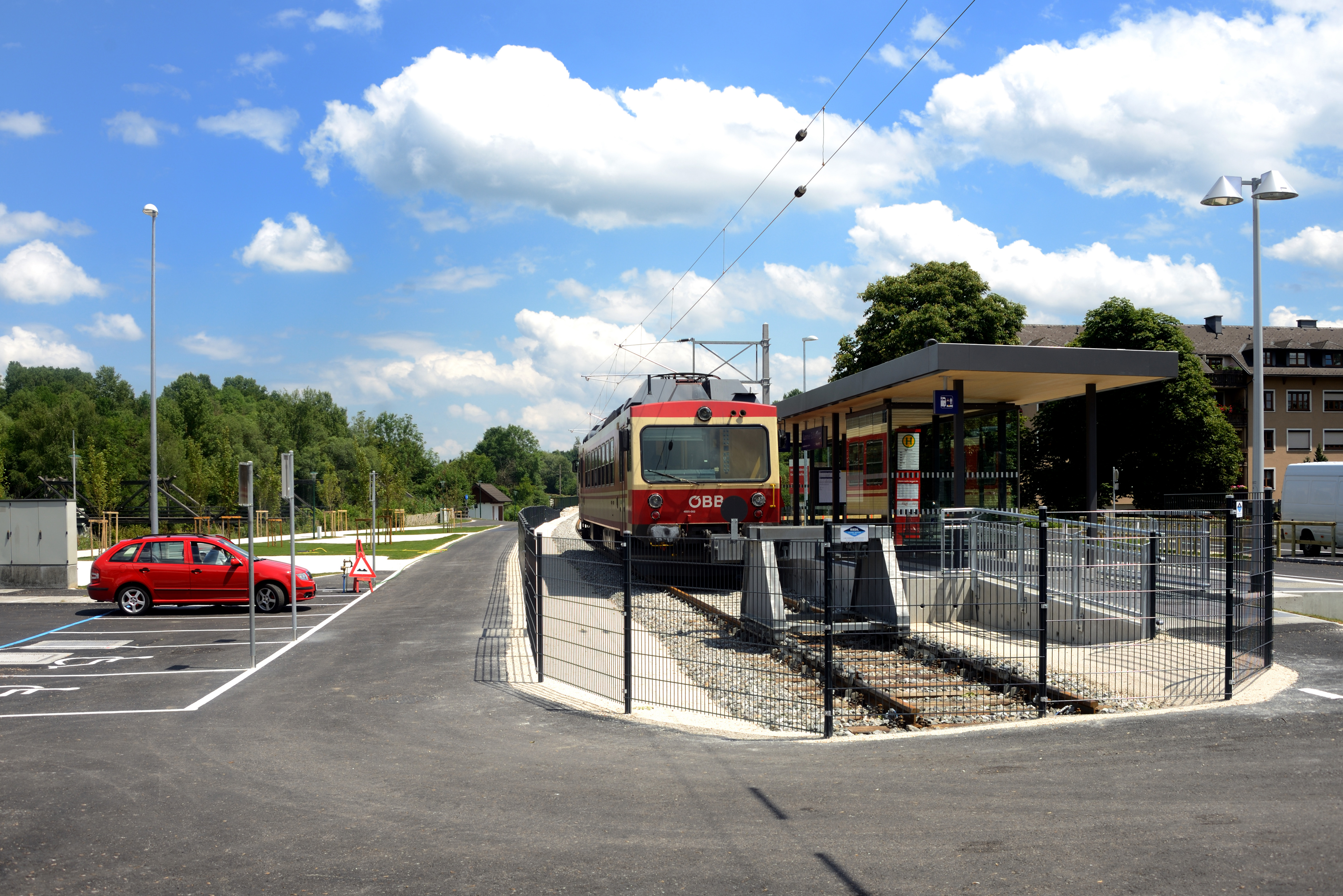
Neue Haltestelle Kammer-Schörfling (2014)

Die Bahnstrecke Vöcklabruck–Kammer-Schörfling (auch: Kammerer Bahn, Kammerer Hansl) ist eine eingleisige, elektrifizierte Normalspurbahn in Österreich, die von den ÖBB betrieben wird.

## Geschichte

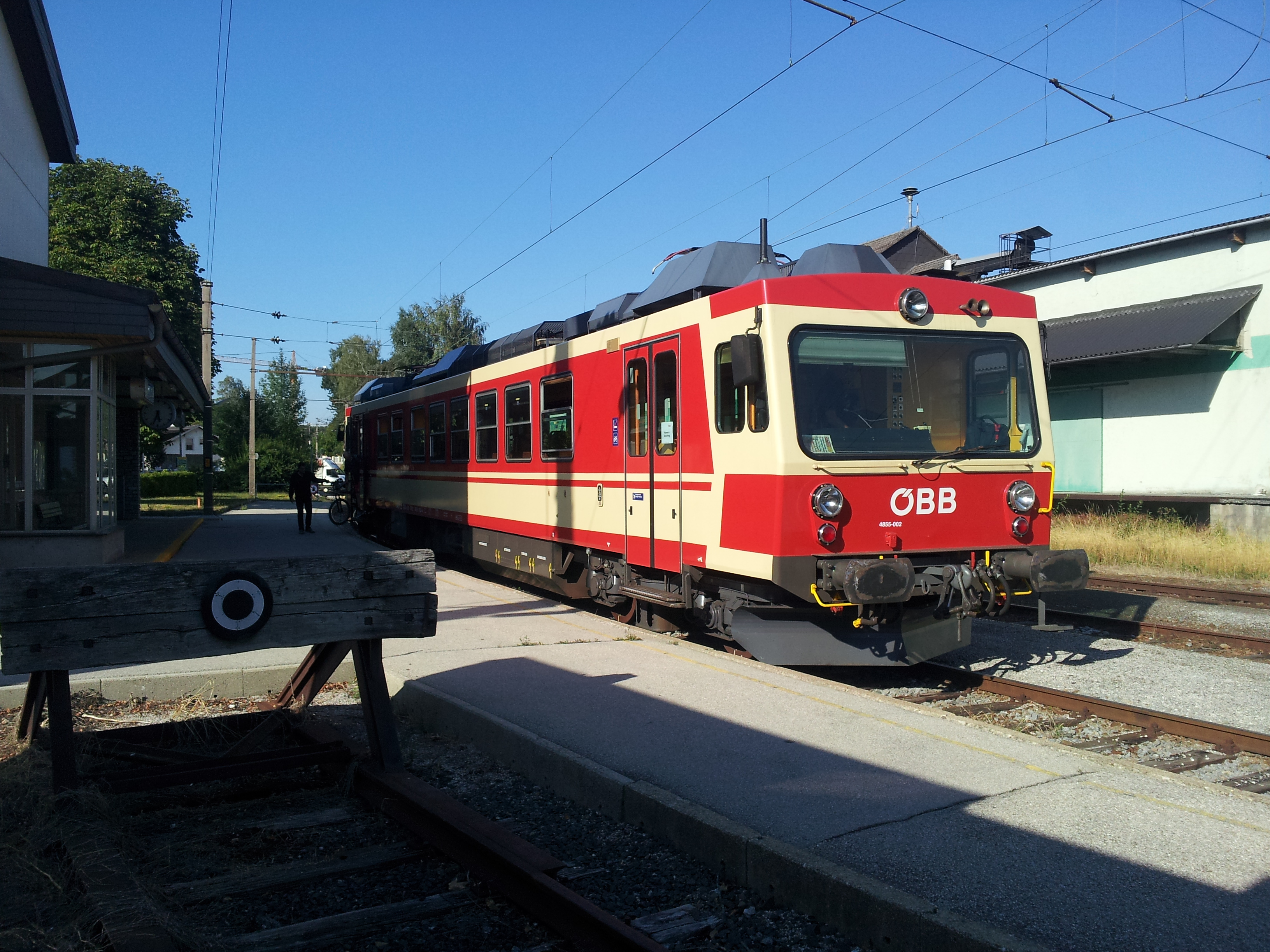
ÖBB 4855 im Bahnhof Kammer-Schörfling (2013)

Im August 1881 erhielt Miroslav Ritter von Keißler die Konzession zum Bau einer normalspurigen Lokalbahn nach Kammer am Attersee. Nach Ablauf der auf 90 Jahre erteilten Konzession sollte die Bahn lastenfrei in das Eigentum des Staates übergehen. Dem Konzessionär wurde eine Bauzeit von einem halben Jahr zugestanden, die nicht eingehalten werden konnte. Die Eröffnung der 8,8 km langen Bahnstrecke Vöcklabruck–Kammer erfolgte am 1. Mai 1882.
Nach dem Tod des Konzessionsinhabers wurde die Konzession am 23. März 1908 an die Erben Paul Ritter von Keißler und Barbara von Keißler übertragen. Bereits am 30. Dezember 1907 schlossen die Erben einen Pacht- und Betriebsvertrag mit der Staatsbahn, die fortan den Betrieb auf eigene Rechnung führte.
Im Jahr 1909 wurde der Endbahnhof Kammer nach Kammer-Schörfling umbenannt.
Zum 1. Jänner 1939 wurde die Kammerer Bahn zusammen mit anderen Lokalbahnen verstaatlicht und gelangte zur Deutschen Reichsbahn, in der sie der Reichsbahndirektion Linz zugeordnet wurde. In den 1940er Jahren gab es ein Zugpaar Schwanenstadt–Kammer-Schörfling und einen durchgehenden Abendzug Linz Hbf–Kammer-Schörfling.
Nach dem Ende des Zweiten Weltkrieges gehörte die Lokalbahn zur Eisenbahndirektion Linz der Österreichischen Bundesbahnen. Am 19. Juli 1955 wurde der elektrische Betrieb aufgenommen. Nach der Elektrifizierung kamen unter anderem Lokomotiven der Baureihen 1073 der Zugförderungsstelle Attnang-Puchheim zum Einsatz, die nach deren Ausmusterung durch Altbau-Elloks der Baureihe ÖBB 1045 ersetzt wurden. In dieser Zeit bestanden die Reisezüge aus Spantenwagen.
Bis in die 1970er Jahre sorgten der Tourismus zum Attersee und die Industrie entlang der Strecke für einen regen Personenverkehr. In den folgenden Jahren ging die Frequenz der Kammerer Bahn stark zurück, neben dem allgemeinen Anstieg des Individualverkehrs unter anderem bedingt durch rückläufige Übernachtungszahlen im Fremdenverkehr und sinkende Beschäftigungszahlen in der Industrie im Einzugsbereich der Bahn.
Mit dem Fahrplanwechsel am 10. Juni 2001 reduzierten die ÖBB das Zugangebot von 12 auf ein werktägliches Zugpaar und planten die Einstellung des gesamten Personenverkehrs. Beim Umbau des Bahnhofs Vöcklabruck, der wenige Tage vorher abgeschlossen worden war, hatte die Kammerer Bahn noch einen eigenen Bahnsteig erhalten.
Durch das Engagement des Landes Oberösterreich konnte eine Einstellung des Personenverkehrs abgewendet werden. Ab 2006 wurde wieder ein zweites Zugpaar eingelegt. Mit der Umsetzung des Regionalverkehrskonzepts Vöcklabruck verkehren seit Dezember 2007 auf der Strecke wieder bis zu fünf Zugpaare.
Der Personenverkehr wird von der ÖBB im Auftrag und (teilweise mit Zuschüssen der Gemeinden) auf Kosten des Landes Oberösterreich durchgeführt und ist bis zum Ablauf des Verkehrsvertrages zwischen Land und ÖBB sichergestellt.
In den Fahrplanperioden 2011/2012–2013/2014 fuhren im Personenverkehr werktags (Montag bis Freitag) vier Zugpaare. Zwischen Sommer 2013 und Sommer 2014 wurden dafür die Triebwagen der Reihe ÖBB 4855 auf der Strecke eingesetzt.

## Streckenverlauf
Die Strecke beginnt beim Abzweig Vöcklabruck 1, wo die Strecke von der Westbahn abzweigt, die Kilometrierung erfolgt jedoch ausgehend vom Bahnhof in der oberösterreichischen Bezirksstadt Vöcklabruck. Vom Abzweig verläuft die Strecke nach Passieren des Haltepunktes Oberthalheim-Timelkam in süd- bis südwestlicher Richtung. Ab Lenzing an der Ager verläuft sie über Lenzing Ort und Siebenmühlen-Rosenau nahe des westlichen Ufer der Ager, die bei Schörfling überquert wird. Seit Juni 2014 befindet sich unmittelbar danach beim Agerparkplatz (nahe Agerstraße) der neue Endhaltepunkt gleicher Bezeichnung Kammer-Schörfling, der als kombinierte Bahn- und Bushaltestelle ausgeführt ist.
Der alte Bahnhof Kammer-Schörfling lag ursprünglich noch 600 Meter weiter südlich am südlichen Ortsrand von Kammer. Die Bahn überquerte bis 2014 noch die Landesstraße B152, tangierte dann dort das Lagerhaus und das Gleisende am Seeweg beim Seebad Schönauer zuletzt das Seeufer. Eine Kreuzungsmöglichkeit besteht im Bahnhof Lenzing.

## Zugverkehr
Seit dem Fahrplanwechsel 13. Dezember 2020 wird die Relation Vöcklabruck–Kammer-Schörfling von Montag bis Freitag im Stundentakt und am Wochenende im Zweistundentakt. Vorher wurde über viele Jahre kein Personenverkehr am Wochenende angeboten.
An Tagesrandzeiten sind manche Züge der Kammerer Bahn zum Fernverkehrshalt Attnang-Puchheim durchgebunden, wo Anschlüsse zum Fernverkehr auf der Westbahn und zur Salzkammergutbahn nach Bad Ischl sowie nach Ried im Innkreis bestehen.
Der Fahrplan ist derzeit so gestaltet, dass der Gesamtverkehr mit einer Fahrzeuggarnitur bewältigt werden kann. Seit September 2014 wird ein Niederflurfahrzeug der Baureihe ÖBB 4023 eingesetzt.
Wichtigster Kunde im Güterverkehr ist heute die Lenzing AG mit umfangreichen Gleisanlagen am Südkopf des Bahnhofs Lenzing. Die Lenzing AG verfügt über eine eigene Werkslok. Die Belieferung des Werkes mit Rundholz erfolgt mit Ganzzügen über Wels Vbf. Diese Züge verkehren teils mit Schiebelokomotive, teils werden die Züge in Vöcklabruck geteilt. Die Beförderung dieser Züge erfolgt mit Elektrolokomotiven unterschiedlicher Baureihen.